# エフゲニヤ・ズブルーエヴァ
エフゲニヤ・イヴァノヴナ・ズブルーエヴァ（ロシア語: Евгения Ивановна Збруева, ラテン文字転写: Yevgeniya Ivanovna Zbrueva、1869年1月7日（ユリウス暦1868年12月26日） - 1936年10月20日）は帝政ロシア期からソビエト連邦期にかけて活躍したオペラ歌手（アルト）、音楽教師。

## 概要
1869年1月7日（ユリウス暦1868年12月26日）、モスクワでロシア・ロマンスの作曲家ピョートル・ブラーホフとエリザヴェータ・パヴロヴナ・ズブルーエヴァとの間に生まれる。エリザヴェータの最初の夫であるイヴァン・ズブルーエフ大佐は婚姻解消に同意していなかったため、エフゲニヤは私生児と見做された。
1877年から1886年までモスクワ・マリインスキー音楽学校で歌唱とピアノを学んだ後、アントン・アレンスキーの推薦を得て、モスクワ音楽院でアルト歌手のエリザヴェータ・ラヴロフスカヤに学ぶ（学業はブラーホフのパトロンの援助やパーヴェル・トレチャコフが設立した奨学金を得て続けることが出来た）。
1893年、「ブラーホヴァ」として銀メダルを得てモスクワ音楽院を卒業し、ボリショイ劇場にデビュー（『皇帝に捧げた命』のヴァーニャ役）する。翌年、「ズブルーエヴァ」の名で正式契約し1905年1月までの11年間、同劇場のソリストとして活躍、特にサン＝サーンスの『ヘンリー八世』のアン・ブーリン役で有名となった。
1905年、夫の転勤に随いサンクトペテルブルクに移る。マリインスキー劇場のソリストとなり『見えざる街キーテジと聖女フェヴローニヤの物語』の初演（アルコノストを創唱）や『ホヴァーンシチナ』の同劇場初演（マルファ役）等に参加した。
歌劇場の外でも活躍し、1904年にモスクワで声楽四重唱団を結成した他、室内楽のピアニストとしてチェリストのカザルスやヴェルジビロヴィチと共演した。また、海外公演も積極的に行いセルゲイ・ディアギレフのロシア音楽演奏会（1907-1908年）に参加している。自身の最後の演奏会は1918年にキエフで行われた。
教師としての活動は、1915年まで個人レッスンを行い、その後はペトログラード音楽院、キエフ音楽院、ミコラ・リセンコ記念音楽学校、ウラジオストク芸術大学で教鞭を執った。1921年から1923年までモスクワ音楽院で教授職を務め、その後も最晩年に至るまでスタニスラフスキー記念モスクワ・オペラ・スタジオなどで教え続けた。
1936年10月20日、モスクワで没した。

## 受賞
- 帝室劇場功労芸術家（ロシア語版）（1912年）
- 共和国功労芸術家（Заслуженный артист Республики）[注 4]（1922年）